# Chrysanthrax partita
Chrysanthrax partita är en tvåvingeart som beskrevs av Tabet och Hall 1987. Chrysanthrax partita ingår i släktet Chrysanthrax och familjen svävflugor.
Artens utbredningsområde är Kalifornien. Inga underarter finns listade i Catalogue of Life.